# 바시아

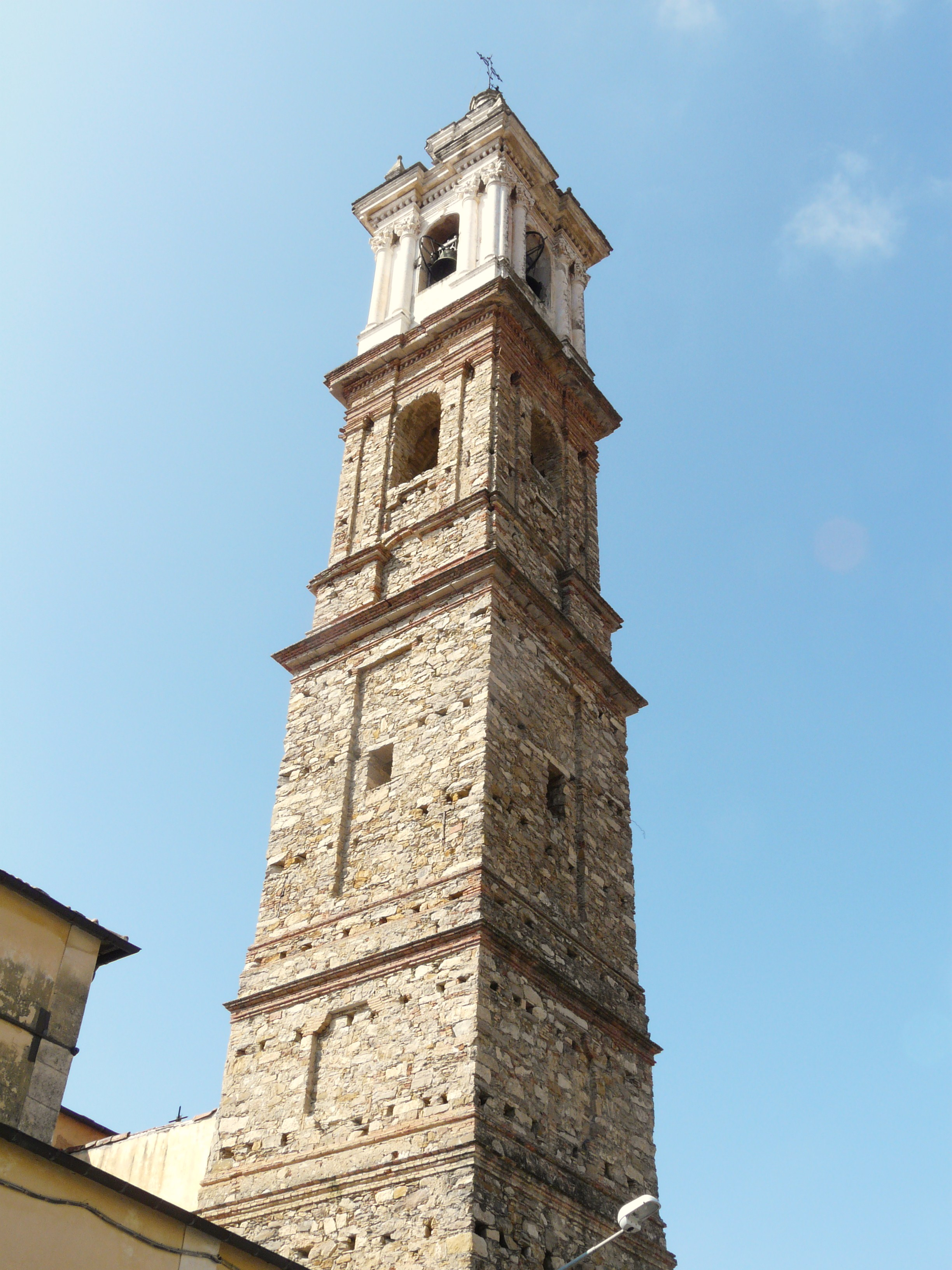

바시아(Vasia)는 이탈리아 리구리아주 임페리아도의 코무네중 하나이다.